# Chile az 1976. évi nyári olimpiai játékokon
Chile a kanadai Montréalban megrendezett 1976. évi nyári olimpiai játékok egyik részt vevő nemzete volt. Az országot az olimpián 4 sportágban 7 sportoló képviselte, akik érmet nem szereztek.

## Atlétika
Férfi
| Versenyző      | Versenyszám | Előfutam | Előfutam | Előfutam | Döntő   | Döntő    |
| Versenyző      | Versenyszám | Idő      | Hely.    | Össz.    | Idő     | Helyezés |
| -------------- | ----------- | -------- | -------- | -------- | ------- | -------- |
| Edmundo Warnke | 5000 m      | 13:39,69 | 10.      | 20.      | kiesett | kiesett  |
| Edmundo Warnke | 10 000 m    | 28:43,63 | 7.       | 22.      | kiesett | kiesett  |

## Kerékpározás

### Pálya-kerékpározás
Sprintverseny
| Versenyző      | Versenyszám  | 1. forduló                  | 1. forduló | Vigaszág             | Vigaszág | Nyolcaddöntő                                     | Nyolcaddöntő | Vigaszág selejtező                                 | Vigaszág selejtező | Vigaszág döntő                | Vigaszág döntő | Negyeddöntő          | 5–8. helyért           | 5–8. helyért | Elődöntő             | Döntő                | Helyezés    |
| Versenyző      | Versenyszám  | Ellenfél Győztes idő        | Hely.      | Ellenfél Győztes idő | Hely.    | Ellenfelek Győztes idő                           | Hely.        | Ellenfelek Győztes idő                             | Hely.              | Ellenfél Győztes idő          | Hely.          | Ellenfél Győztes idő | Ellenfelek Győztes idő | Hely.        | Ellenfél Győztes idő | Ellenfél Győztes idő | Helyezés    |
| -------------- | ------------ | --------------------------- | ---------- | -------------------- | -------- | ------------------------------------------------ | ------------ | -------------------------------------------------- | ------------------ | ----------------------------- | -------------- | -------------------- | ---------------------- | ------------ | -------------------- | -------------------- | ----------- |
| Richard Tormen | Férfi egyéni | Klaas Pieters (NED) · 11,63 | 1.         |                      |          | Giorgio Rossi (ITA) · Dimo Angelov (BUL) · 11,39 | 2.           | Benedykt Kocot (POL) · Stanley Smith (BAR) · 11,75 | 1.                 | Dieter Berkmann (FRG) · 11,67 | 2.             | kiesett              | kiesett                | kiesett      | kiesett              | kiesett              | helyezetlen |

Időfutam
| Versenyző      | Versenyszám  | Idő      | Helyezés |
| -------------- | ------------ | -------- | -------- |
| Richard Tormen | Férfi egyéni | 1:09,468 | 16.      |

Üldözőversenyek
| Versenyző     | Versenyszám  | Selejtező | Selejtező | Nyolcaddöntő | Nyolcaddöntő | Nyolcaddöntő | Negyeddöntő  | Negyeddöntő | Negyeddöntő | Elődöntő     | Elődöntő  | Elődöntő | Döntő        | Döntő     | Helyezés |
| Versenyző     | Versenyszám  | Idő       | Hely.     | Ellenfél Idő | Saját idő    | Hely.        | Ellenfél Idő | Saját idő   | Hely.       | Ellenfél Idő | Saját idő | Hely.    | Ellenfél Idő | Saját idő | Helyezés |
| ------------- | ------------ | --------- | --------- | ------------ | ------------ | ------------ | ------------ | ----------- | ----------- | ------------ | --------- | -------- | ------------ | --------- | -------- |
| Fernando Vera | Férfi egyéni | 5:00,68   | 18.       | kiesett      | kiesett      | kiesett      | kiesett      | kiesett     | kiesett     | kiesett      | kiesett   | kiesett  | kiesett      | kiesett   | 18.      |

## Sportlövészet
Nyílt
| Versenyző      | Versenyszám | Pont | Helyezés |
| -------------- | ----------- | ---- | -------- |
| Hugo Dufey     | Trap        | 166  | 32.      |
| Antonio Handal | Skeet       | 174  | 59.      |
| Antonio Yaqigi | Skeet       | 186  | 44.      |

## Vívás
Férfi
| Versenyző      | Versenyszám       | Selejtező | Selejtező | Selejtező         | Selejtező | Selejtező         | Selejtező | Főtábla           | Főtábla           | Vigaszág          | Vigaszág          | Vigaszág          | Döntő             | Döntő   | Helyezés |
| Versenyző      | Versenyszám       | 1. kör | 1. kör    | 2. kör            | 2. kör    | 3. kör            | 3. kör    | 1. kör            | 2. kör            | 1. kör            | 2. kör            | 3. kör            | Döntő             | Döntő   | Helyezés |
| Versenyző      | Versenyszám       | Ellenfél Eredmény | Hely.     | Ellenfél Eredmény | Hely.     | Ellenfél Eredmény | Hely.     | Ellenfél Eredmény | Ellenfél Eredmény | Ellenfél Eredmény | Ellenfél Eredmény | Ellenfél Eredmény | Ellenfél Eredmény | Hely.   | Helyezés |
| -------------- | ----------------- | --- | --------- | ----------------- | --------- | ----------------- | --------- | ----------------- | ----------------- | ----------------- | ----------------- | ----------------- | ----------------- | ------- | -------- |
| Juan Inostroza | Párbajtőr, egyéni | F. csoport · Aleksandr Bykov (URS) · 1-5 · Christian Kauter (SUI) · 2-5 · Göran Flodström (SWE) · 3-5 · Edward Bozek (USA) · 3-5 | 5.        | kiesett           | kiesett   | kiesett           | kiesett   | kiesett           | kiesett           | kiesett           | kiesett           | kiesett           | kiesett           | kiesett | 57.      |